# Albania (revistă)
Albania a fost o revistă în limba albaneză publicată de Faik Konitza⁠(d), una dintre cele mai importante personalități ale culturii albaneze din primele decenii ale secolului al XX-lea. Albania a fost publicată în perioada 1896-1910 și este considerată pe scară largă drept cel mai important periodic albanez de la începutul secolului al XX-lea și unul dintre cele mai importante periodice albaneze care au existat până la sfârșitul celui de-al Doilea Război Mondial.

## Istoric
După ce s-a mutat la Bruxelles (Belgia), Faik Konitza⁠(d) (care avea atunci vârsta de 22 de ani) a fondat revista Albania în anii 1896-1897. Ea a fost publicată mai întâi în albaneză, iar ulterior au fost difuzate și traduceri în limba franceză. La scurt timp după publicare Albania a devenit cel mai important periodic în limba albaneză. Primul număr al revistei a fost publicat la Bruxelles în 25 martie 1897. În perioada 1902-1910 a apărut la Londra (Regatul Unit), unde se mutase fondatorul Faik Konitza. Albania a fost una dintre cele mai cunoscute publicații albaneze în Europa și a contribuit la popularizarea culturii și aspirațiilor politice albaneze în spațiul european occidental, stabilind în același timp standardele pentru proza literară în dialectul tosk al limbii albaneze.
Revista a fost distribuită în toate țările europene și în provinciile Imperiului Otoman situate în nordul Africii și în Anatolia. Printre cei mai cunoscuți distribuitori ai revistei Albaniei s-a numărat Shahin Kolonja⁠(d), viitor editor al revistei Drita, prima revistă scrisă în limba albaneză.

## Cuprins
Albania avea un conținut vast ce acoperea o gamă largă de subiecte precum istorie, politică, arheologie, economie, lingvistică, religie și artă, ceea ce a făcut ca publicația să fie considerată o minienciclopedie a culturii albaneze a acelei epoci. Mulți scriitori albanezi notabili precum Gjergj Fishta, Andon Zako Çajupi, Kostandin Kristoforidhi și Thimi Mitko⁠(d) au publicat unele fragmente ale scrierilor lor mai întâi în paginile revistei Albania.